# Zinnia elegans
Zinnia elegans ( sin. Zinnia violacea ) conocida como la rosa mística,  zinia común, flor de papel o Teresita es una planta con flores anuales de la familia Asteraceae . Es una planta nativa de México, pero se cultiva como ornamental en muchos lugares y se naturalizó en varios regiones dispersas del mundo, como en Sudamérica y América Central, las Indias Occidentales, los Estados Unidos, Australia e Italia.

## Descripción
La planta silvestre crece hasta unos 15 cm (6 plg) de altura. Tiene cabezas de flores solitarias alrededor 5 cm (2 plg) a través. Las flores liguladas moradas rodean discos negros y amarillos. Las hojas lanceoladas están opuestas a las cabezas de las flores. La floración se produce durante los meses de verano.

## Historia
La especie fue recolectada por primera vez en 1789 en la ciudad mexicana de Tixtla, Guerrero, por Martín Sessé y José Mariano Mociño. Antonio de Cavanilles la describió formalmente como Zinnia violacea en 1791. Nicolás Jacquin la volvió a describir en 1792 como Zinnia elegans, que era el nombre que Sessé y Mociño habían utilizado en su manuscrito de Plantae Novae Hispaniae, mismo que no fue publicado hasta 1890. El género de esta planta inicialmente fue nombrado por Carlos Linneo en honor al botánico alemán Johann Gottfried Zinn, quien describió la especie ahora conocida como Zinnia peruviana en 1757 como Rudbeckia foliis oppositis hirsutis ovato-acutis, calyce imbricatus, radii petalis pistillatis, pero Linneo se dio cuenta de que no era una Rudbeckia .

## Cultivares
La zinnia de jardín, que actualmente se conoce, se desarrolló a través de la hibridación de la forma silvestre. Las zinnias son plantas de jardín populares con cientos de cultivares en muchos colores, tamaños y formas de las flores. Hay formas gigantes con cabezas de flores de hasta 15 centímetros (6 pulgadas) de diámetro.
Los colores de las flores varían desde el blanco y el crema hasta los rosas, rojos y morados, pasando por el verde, el amarillo, el naranja, el salmón y el bronce. Algunos son rayados, moteados o bicolores. Hay formas de " pom-pom " que se asemejan a las dalias . Los tamaños van desde variedades enanas de menos de 15 centímetros (6 plg) de altura a 90 centímetros (3 pies) de altura. El mildiú polvoroso común en las zinnias en climas húmedos es menos común en las variedades desarrolladas recientemente, que son resistentes.
Los siguientes han ganado el Galardón al Mérito en Jardinería de la Real Sociedad de Horticultura :
 
- 'Benary's Giant Salmon Rose'[8]
- 'Benary's Giant Scarlet'[9]
- 'Dreamland Mixed'[10]
- 'Dreamland Rose'[11]
- 'Dreamland Scarlet'[12]
- 'Dreamland Yellow'[13]
- 'Purple Prince'[14]
- 'Short Stuff Orange'[15]
- 'Zinderella Peach'[16]
- 'Zowie! Yellow Flame'[17]

## Galería

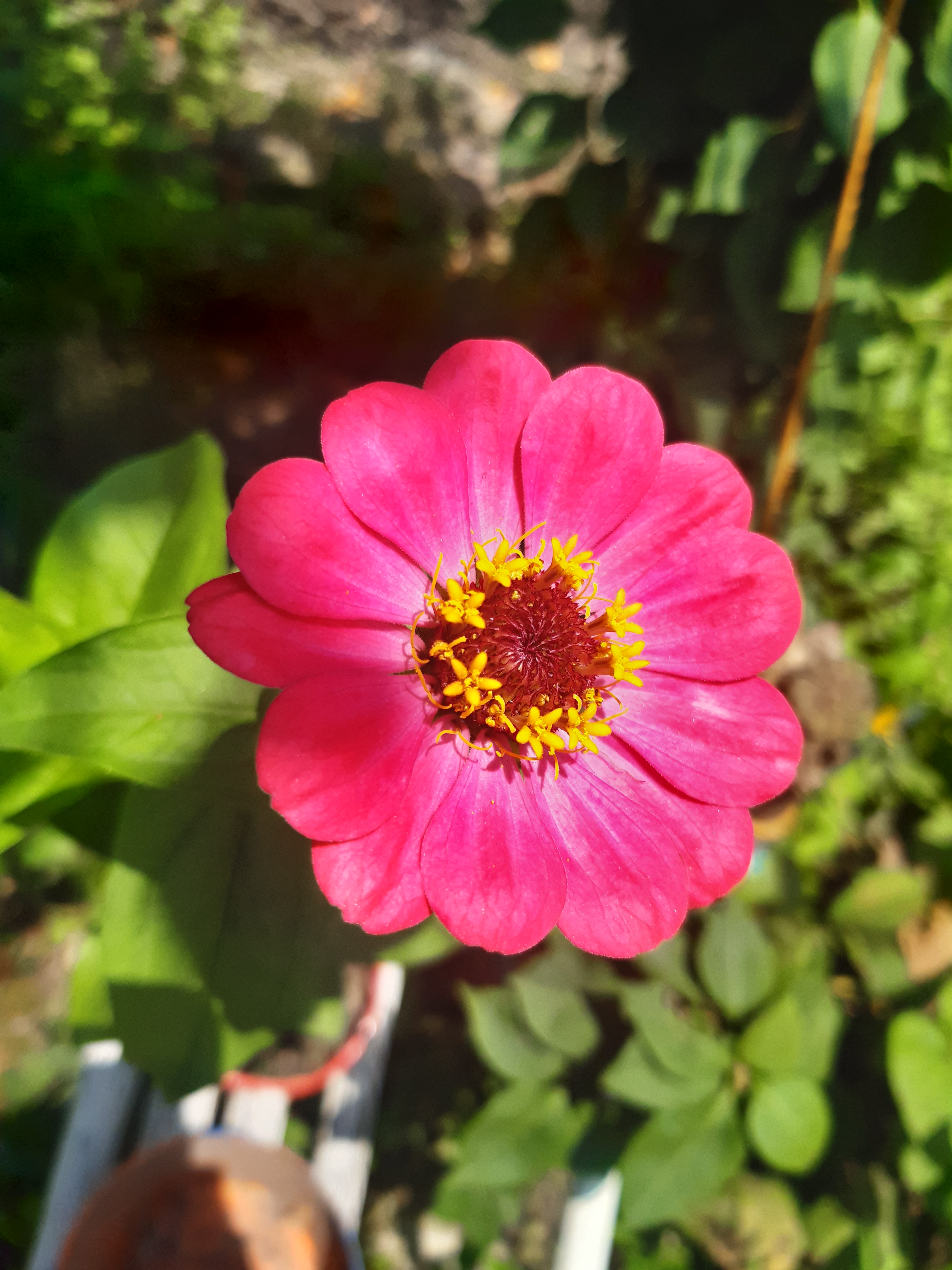
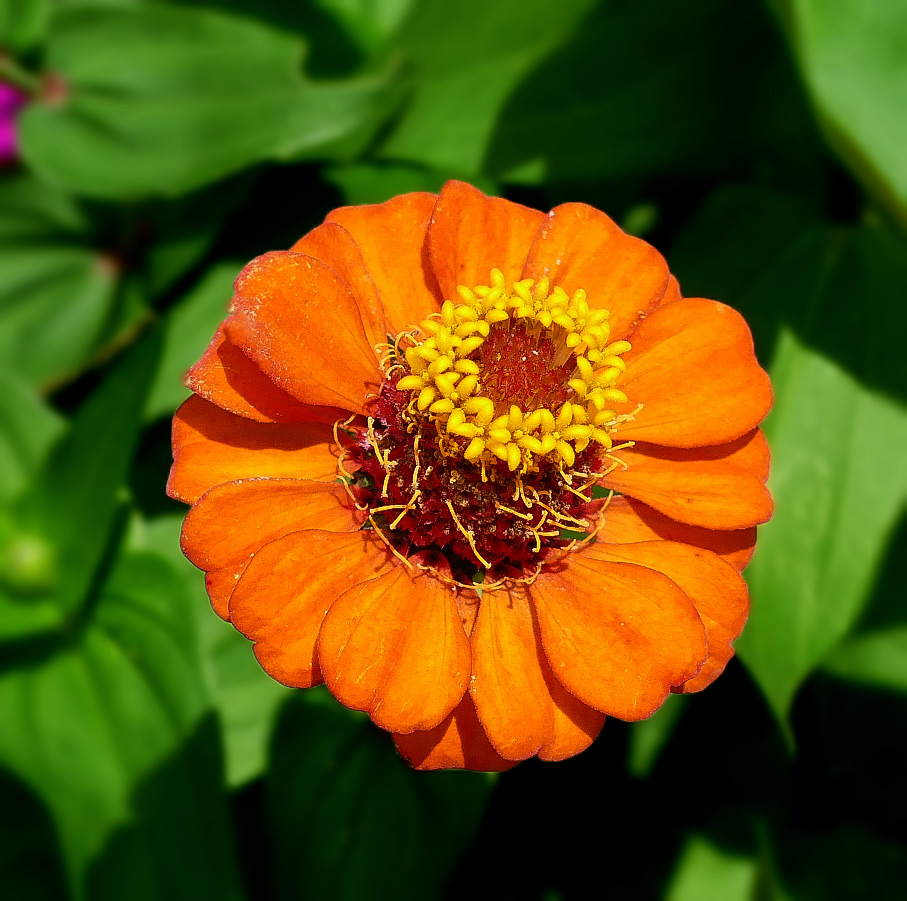
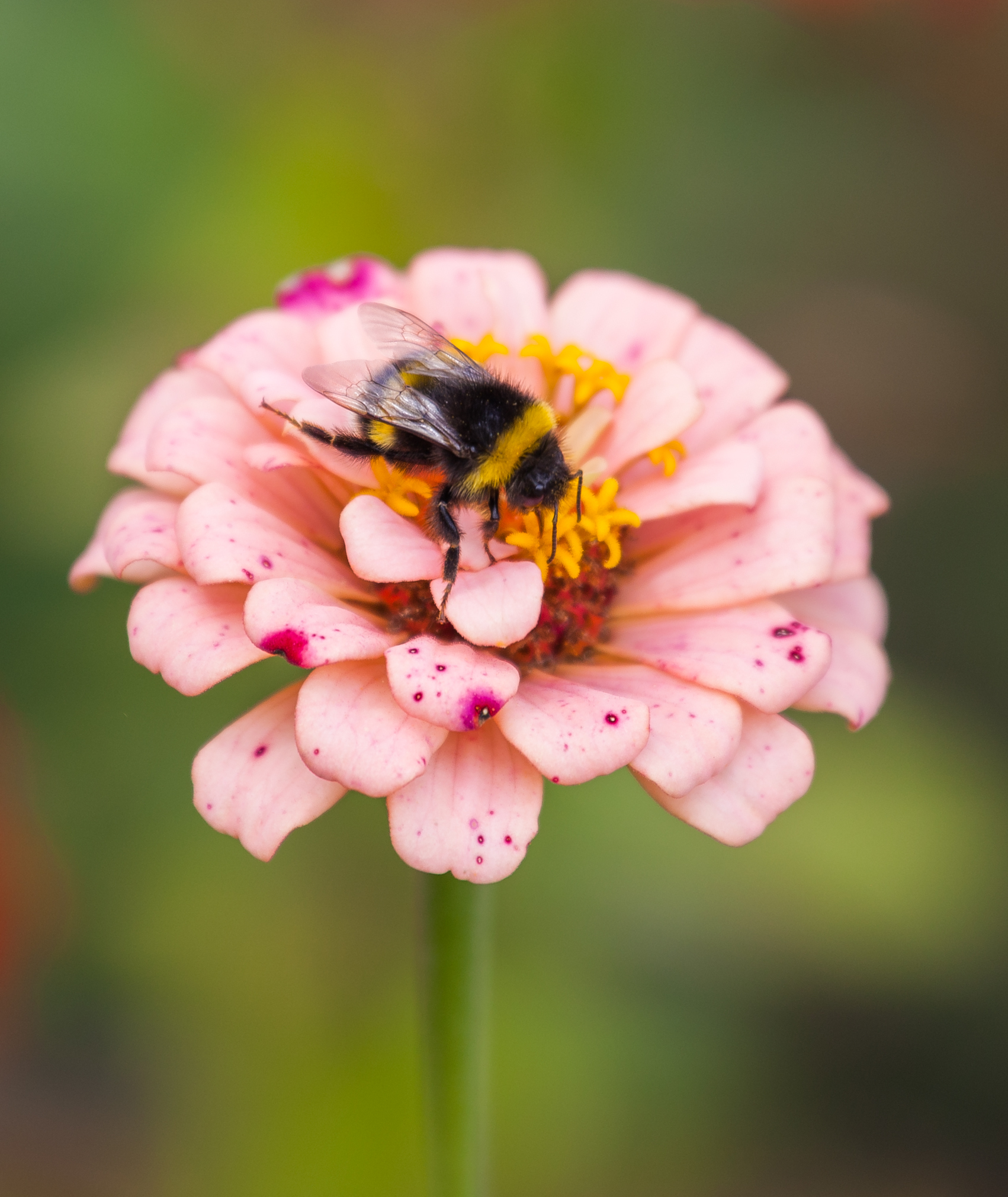
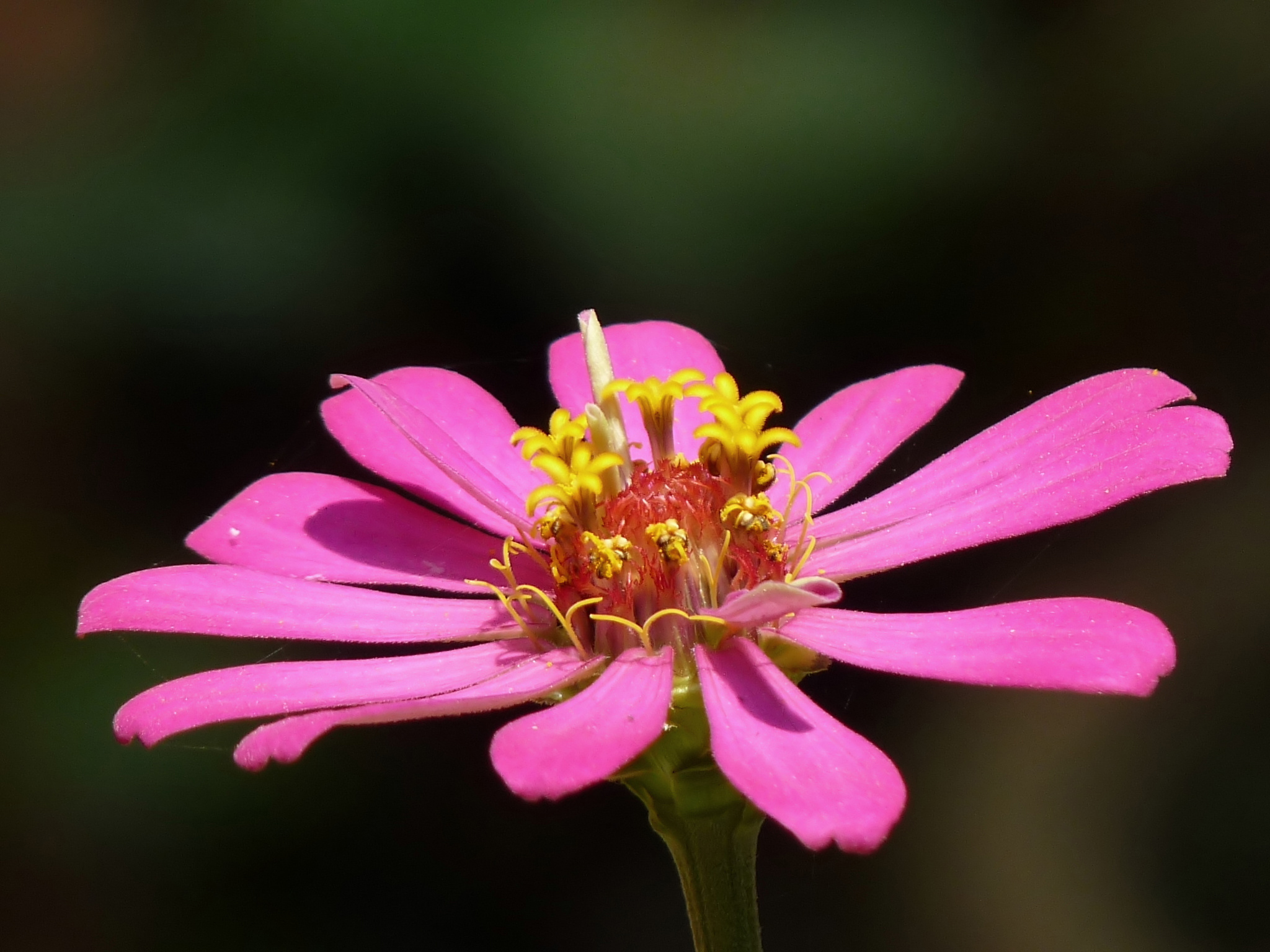
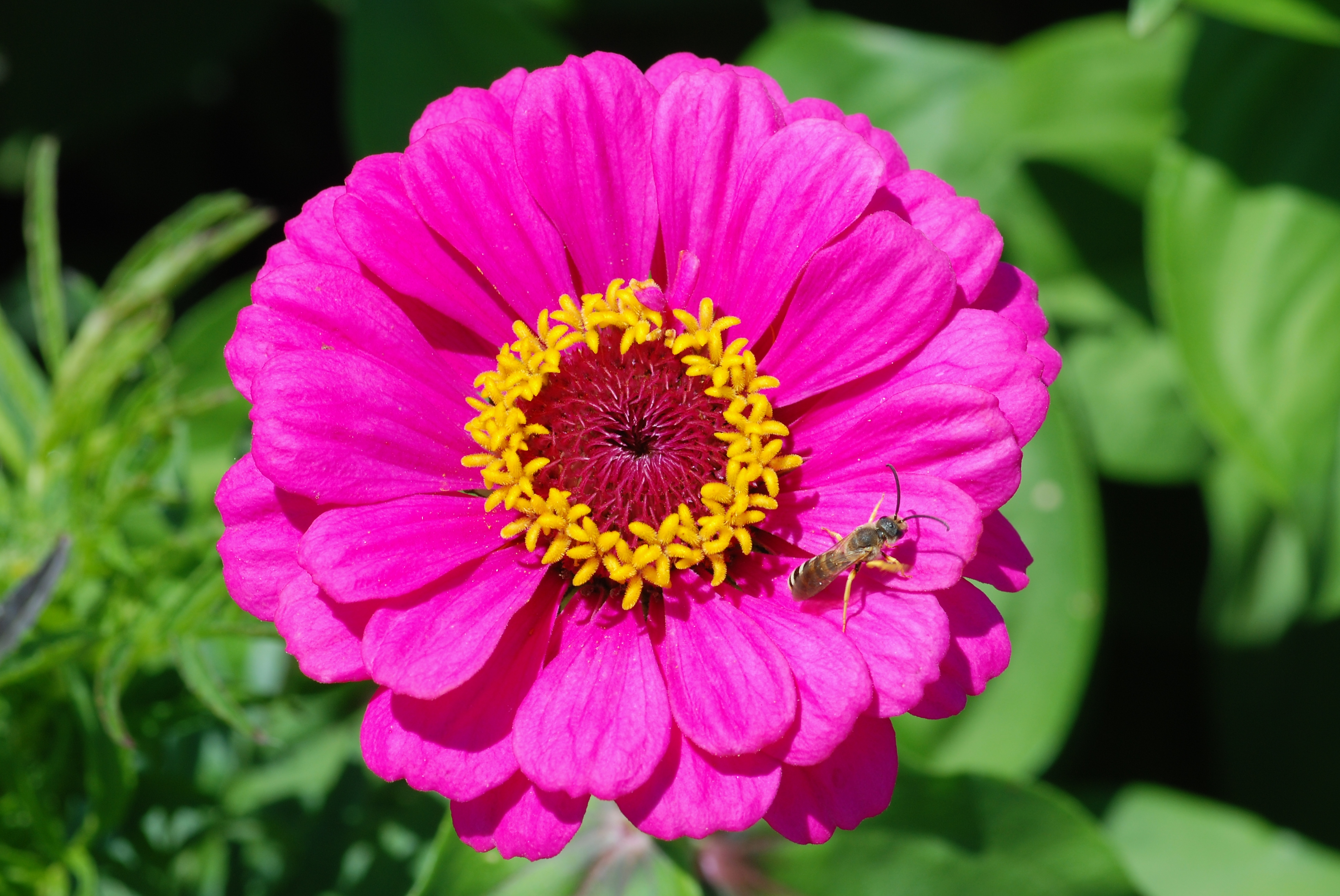
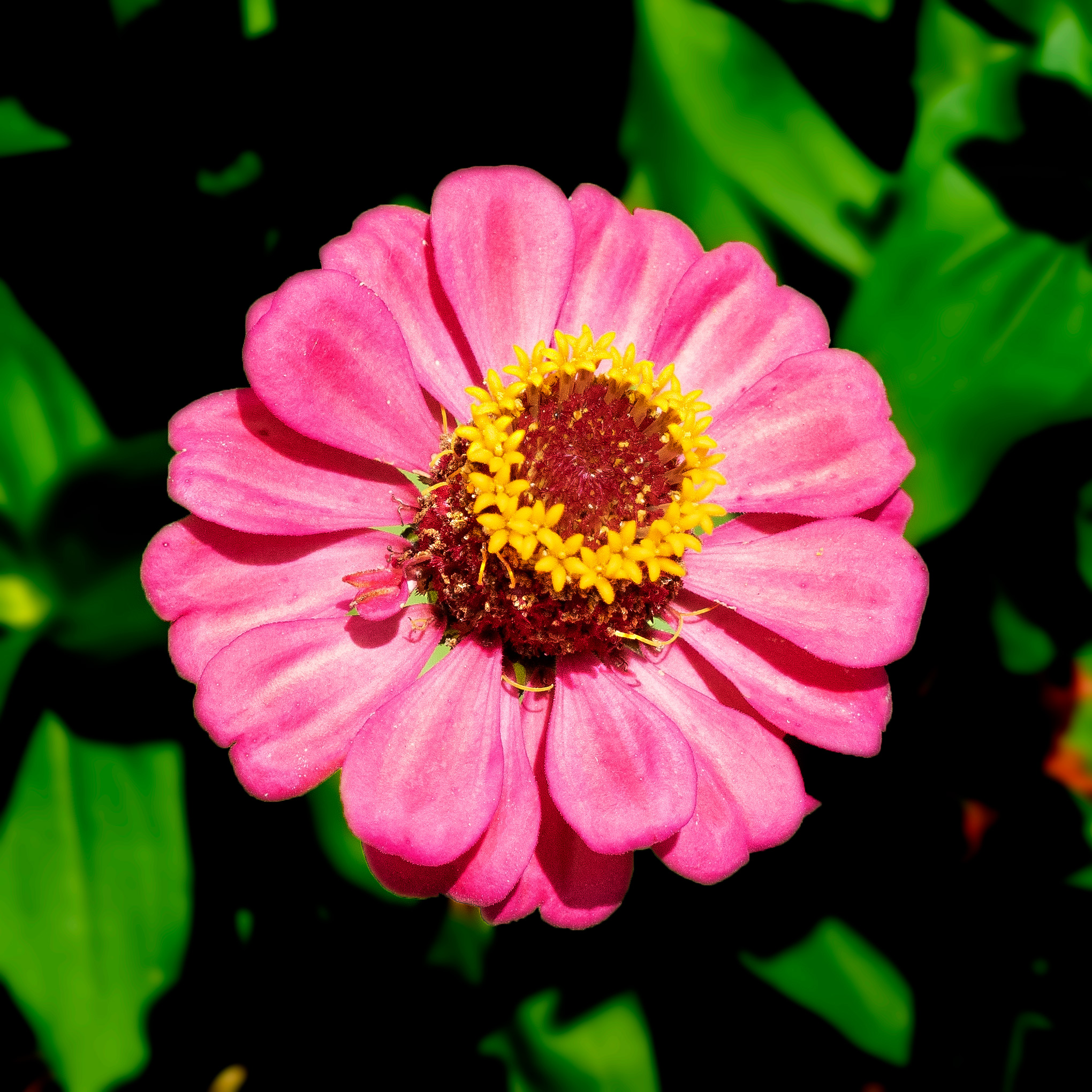
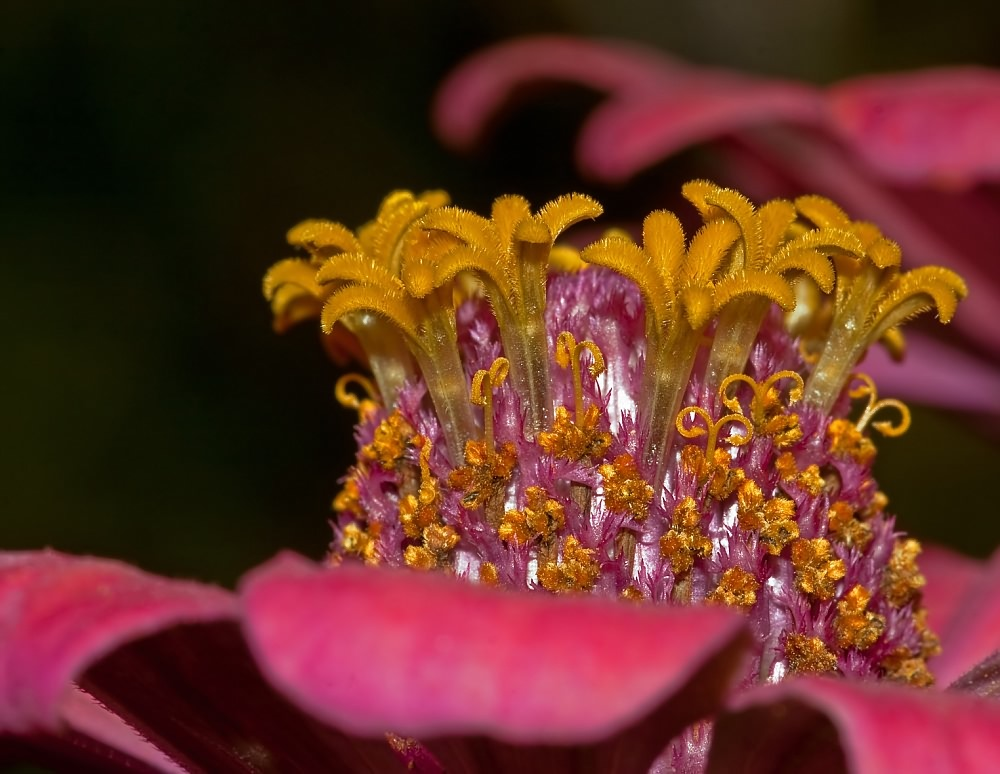
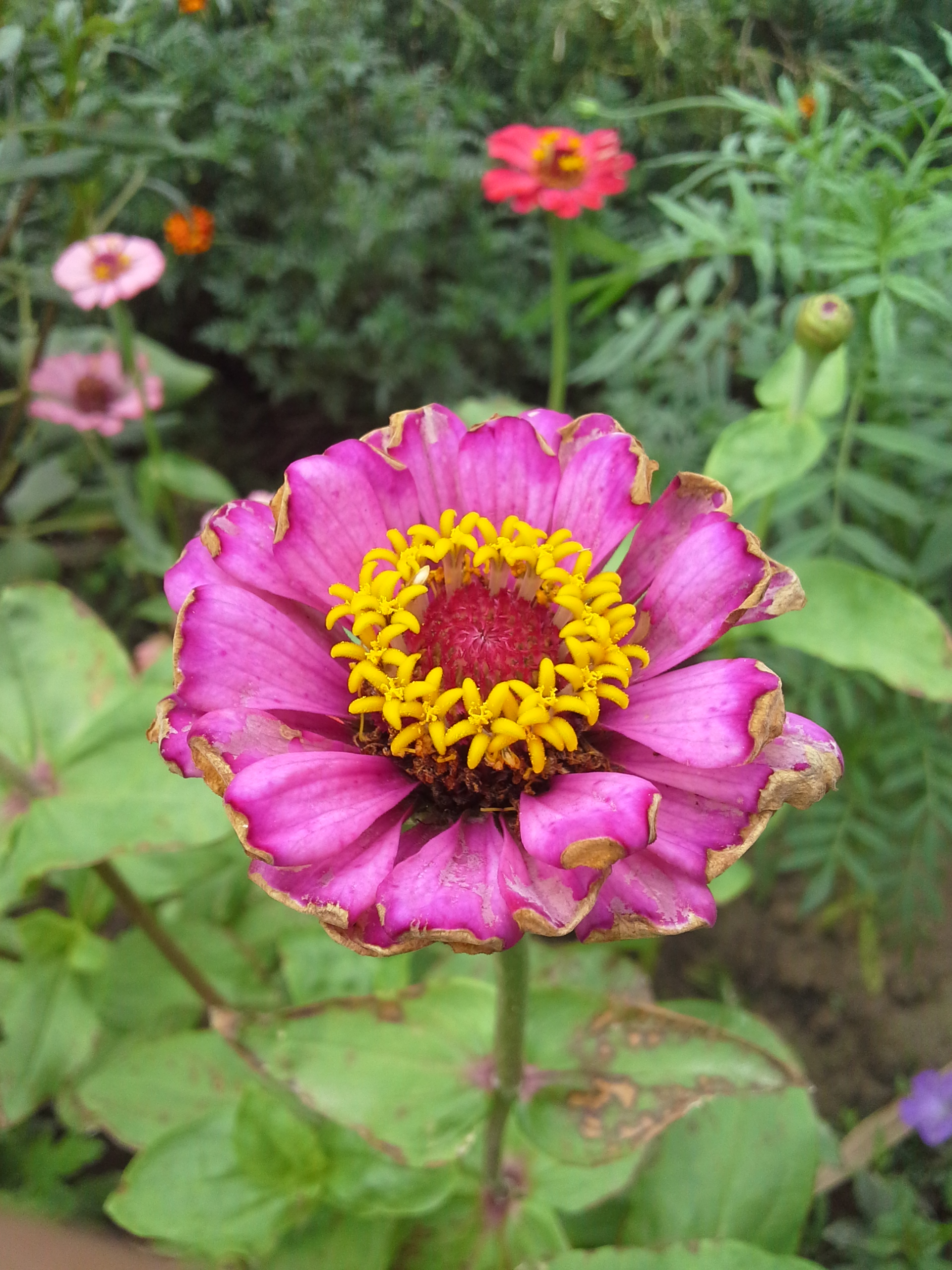
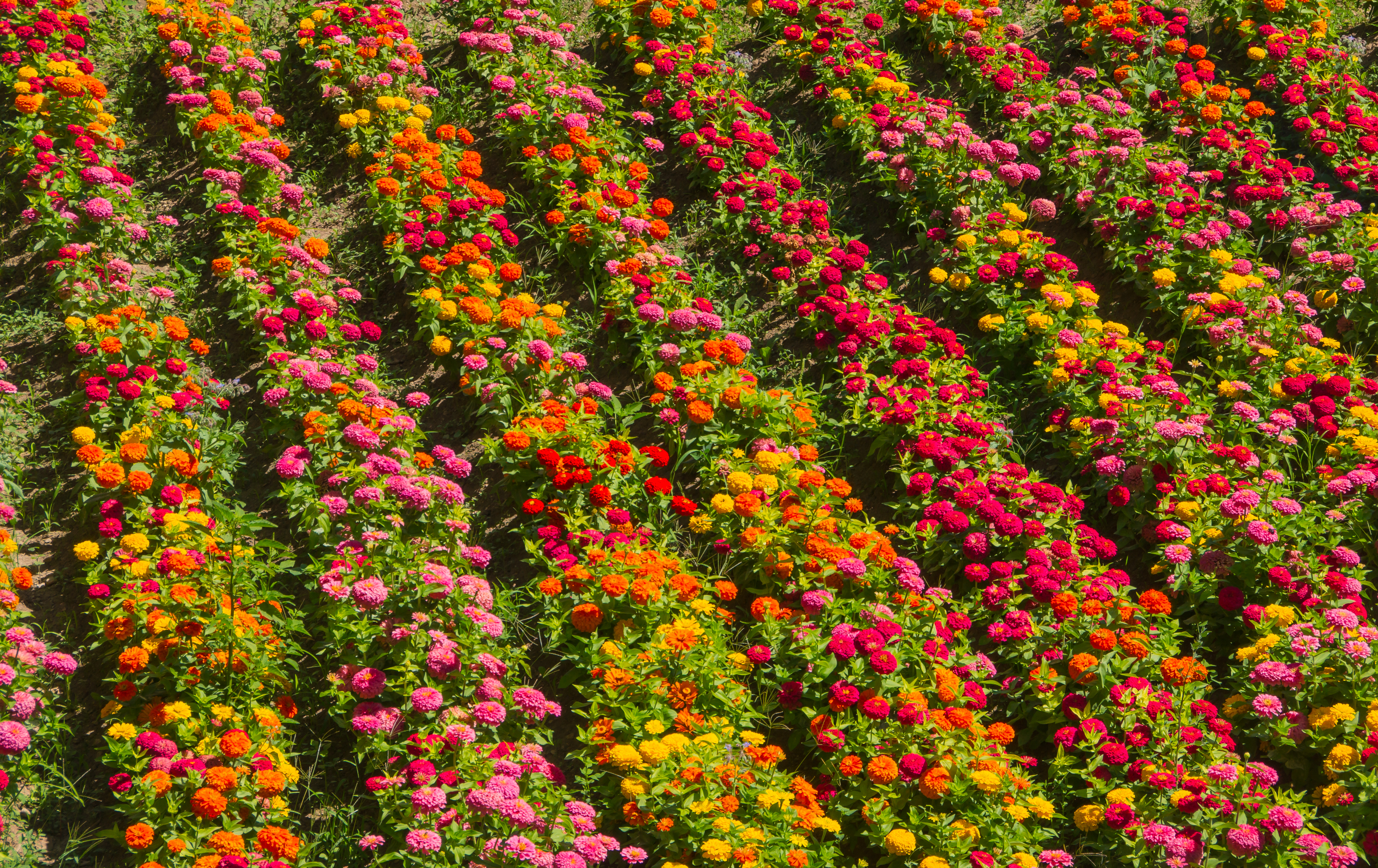